# Василий (Костин)
Архиепи́скоп Васи́лий Ко́стин (рум. arhiepiscopul Vasile Costin; 7 июля 1938, Сату-Ноу-де-Сус, жудец Марамуреш — 29 октября 1999, Бухарест) — епископ Румынской православной церкви, архиепископ Тырговиштский.

## Биография
Родился в крестьянской семье. Окончил начальную и среднюю школу в Сату-Ноу-де-Сус. В 1954—1959 годы обучался в Клужской духовной семинарии. В 1959—1963 годы обучался в Сибирском богословском институте. В 1963—1966 годы обучался в докторантуре Бухарестского богословского института со специализацией по литургике. В 1967—1972 году проходил специализированные исследования  на богословский факультет Афинского университета и одновременно в Институте Коптской археологии в Каире. В марте 1972 года в Афинах защитил докторскую диссертацию «Cultul Bisericii Copte în comparație cu cel al Bisericii Ortodoxe», подтверждённую 21 марта 1974 года в богословском институте университетской степени в Бухаресте.
Документалист в секторе внешних церковных отношений Румынского Патриархата (1969), епархиальны секретарь (1972—1973) и административный викарий Орадской епископии (1973—1975).
В 1974 году был рукоположён в сан диакона и священника целибатом, а затем пострижен в монашество в Монастыре Избук с возведением в сан архимандрита.
1 марта 1975 года начальником румынских поселений в Иерусалиме и представителем Румынского патриархата при Иерусалимском патриархате.
10 декабря 1979 года решением Священного Синода Румынской православной церкви был избран патриаршим викарием с титулом «Тырговишский». 20 января 1980 года в Патриаршем Соборе в Бухаресте состоялась его епископская хиротония, которую совершили: Патриарха Румынский Иустин, архиепископ Томисский и Нижнедунайский Анфим (Ника) и епископом Яломицкий Роман (Станчу).
С 16 ноября 1982 по 1 августа 1988 года был ректором Бухарестского Университетского Теологического института. В этот же период был председателем комиссии по церковной живописи.
В 1982 году участвовал в работе предсоборном совершении по подготовке всеправославного собора в Шамбези. В 1983 году в Ванкувере принял участие в работе шестого общего собрания Всемирного Совета Церквей.
3 сентября 1991 года после воссоздания Тырговишстской архиепископии был избран архиепископ Тырговишским. Его интронизация состоялась 22 сентября 1991 года.
Как архиепископ, он занимался организацией епархии, восстановлением и строительством церквей, а на богословско-миссионерской основе основал семинар и богословский факультет в Тырговиште.
Скончался 29 октября 1999 года в Бухаресте, имея гробницу в архиепископском соборе Тырговиште.